# Александър Александрович Бунге
Александър Александрович Бунге (на руски: Александр Александрович Бунге) е руски лекар, зоолог, пътешественик-изследовател.

## Произход и образование (1851 – 1882)
Роден е на 28 октомври 1851 година в Дерпт, Руска империя (днес Тарту, Естония) в семейството на професор Александър Андреевич Бунге. От 1858 до 1861 посещава подготвително училище, от 1862 до 1870 – гимназия, след което постъпва в медицинския факултет на Университета в Дерпт. През 1878 се дипломира, а през декември 1880 защитава докторска дисертация по медицина. Още като студент публикува първата си статия по анатомия и ембриология: „Ueber die Nachweisbarkeit eines biserialen Archipterygium bei Selachiern und Dipnoern“ („Jenaische Zeitschrift“, том VIII, стр. 293 – 307, с таблици).
През 1876 посещава Австрия, Италия и Германия.

## Изследователска дейност (1882 – 1887)
През 1882 – 1884, като свръхщатен чиновник на медицинския департамент към министерството на вътрешните работи, участва в експедиция, която изследва устието на река Лена.
От 1884 до март 1887 е корабен лекар и същевременно началник на експедиция, която изследва крайбрежието между Лена и Колима и Новосибирските о-ви.

## Следващи години (1887 – 1930)
След завръщането си от Сибир става лекар във военноморския флот и дълги години служи на различни кораби в Тихоокеанския и Балтийския флот. Участва като лекар и в Руско-японската война през 1904 – 1905.
През 1908 руска ескадра оказва неоценима помощ на пострадалото от земетресение население на Сицилия и Бунге на практика показва своите медицински умения в екстремни условия.
Умира на 19 януари 1930 година в Ревел (днес Талин, Естония) на 78-годишна възраст.

## Памет
Неговото име носят:
- връх Бунге – в западната част на Земя Геер на остров Западен Шпицберген в архипелага Шпицберген;
- ледник Бунге (76°45′ с. ш. 16°13′ и. д. / 76.75° с. ш. 16.216667° и. д.) – в южната част на остров Западен Шпицберген в архипелага Шпицберген;
- ледник Бунге (76°47′ с. ш. 66°45′ и. д. / 76.783333° с. ш. 66.75° и. д.) – на западното крайбрежие на Северния остров на Нова Земя;
- нос Докторски (73°33′ с. ш. 126°18′ и. д. / 73.55° с. ш. 126.3° и. д.) – в северната част на делтата на река Лена;
- полуостров Земя Бунге(75°20′ с. ш. 141°20′ и. д. / 75.333333° с. ш. 141.333333° и. д.) – в централната част на остров Котелни от Новосибирските о-ви;
- полуостров Бунге (76°57′ с. ш. 95°53′ и. д. / 76.95° с. ш. 95.883333° и. д.) – в южната част на остров Руски в архипелага Норденшелд в Карско море.

## Трудове
- „Untersuchungen zur Entwickellungsgeschichte des Beckengürtels der Amphibien, Vögel und Reptilien“ (Дерпт, 1880, дисс.);
- „Naturhistorische Nachrichten aus der Polarstation an der Lenamündung“ („Bullet. de l'Académie“, т. XXVIII, стр. 517 – 549);
- „Melanges biologiques tirés du Bullet.“, т. XI, стр. 581 – 622);
- „Naturhistorische Beobachtungen und Fahrten im Lena-Delta: 1) Zoologische Nachrichten etc. 2) Fahrt nach Bykow“ („Melanges biolog. t. du Bullet. de l'Académie“, т. XII, стр. 31 – 107);
- „Bericht über fernere Fahrten im Lena-Delta ect.“ („Mel. biolog.“, т. XII, стр. 231 – 309);
- „Bericht über die Lenagebiet im Sommer 1885 ausgeführten Reisen nebst einem Verzeichniss der daselbst beobachteten und erkundeten Säugethiere und Vögel. Beiträge zur Kenntniss des Russ. Reiches und der angrenzenden Länder Asiens“ (3-е издание, 1886);
- „Bericht über den ferneren Gang der Expedition. Reise nach d. Neu-Sibirischen Inseln Aufenthalt auf der grossen Ljachovinsel“ (3-е изд., 1887);
- „Предварительный отчет об экспедиции на Новосибирские острова“ (СПб., 1888, отт. из XXIII т. „Изв. Имп. Русского Географического Общества“);
- „О болезнях между инородцами северной части Якутской области“ (СПб., 1888).